# 賀茂規清
賀茂 規清（かも の のりきよ、寛政10年5月19日（1798年7月2日） - 文久元年7月21日（1861年8月26日））は、山城国出身の江戸時代の神道家。烏伝神道を唱導した。八丈島に流罪。梅辻規清とも。

## 概要
上賀茂神社の社家に生まれる。家の名が梅辻で、本姓は賀茂県主である。江戸の下谷池の端の「瑞烏園」で主に神道を講釈するなどした。幕府に神道的な観点から献策し、「忠孝山」の建設などを提起した。
1847年、「政道を批判」したとして八丈島に流罪の判決が下された。流罪途中、三宅島を中継地としたが、ここで後の禊教につながる神道家の井上正鉄と会見している。
黒羽藩の第11代藩主である大関増業は規清に師事していた。また、規清は流罪後に同じ流民で民衆活動家の菅野八郎と接点があった。
八丈島では中之郷の山下鎗十郎宅で100冊もの教書を著し、島民の子弟の教育も行った。文久元年（1861年）7月21日に同島で死去。八丈島の墓所は梅辻規清墓として東京都指定史跡となっている。

## 思想
『日本書紀』の神代を、「万人の系図」と「帝王の系図」に分けた上で、後者は天皇家の始祖である「羽明玉ノ御祖王」と三十二神による国家建設の話とした。

## 関連作品
- 『京都梅咲菖蒲の嫁ぎ先』望月麻衣　PHP文芸文庫
- 『京都梅咲菖蒲の嫁ぎ先〜百鬼夜行と鵺の声〜』望月麻衣 PHP文芸文庫
- 『梅咲菖蒲の嫁ぎ先』コミカライズ版　三葉梨　KADOKAWA